# دانشگاه ایلینوی جنوبی ادواردزویل
دانشگاه ایلینوی جنوبی ادواردزویل (که معمولاً به مخفف انگلیسی آن اس‌آی‌یوایی SIUE یا ایی)  دانشگاه آموزش و پرورش مختلط و دانشگاه کارشناسی ارشد در ادواردزویل، ایلینوی در ایالات متحده در حدود ۲۰ مایل (۳۲ کیلومتر) شمال شرق شهر سنت لوئیس، میزوری می‌باشد. اس‌آی‌یوایی در سال ۱۹۵۷ به صورت توسعه دانشگاه ایلینوی جنوبی کاربوندیل و عضو جوانتر و کوچکتر از دو نهاد از سیستم دانشگاهی ایلینوی جنوبی شروع به فعالیت کرد. دانشگاه برنامه‌های تحصیلات تکمیلی از طریق آن اسکول تحصیلات تکمیلی ارایه می‌دهد.

## پردیس

### پردیس اصلی

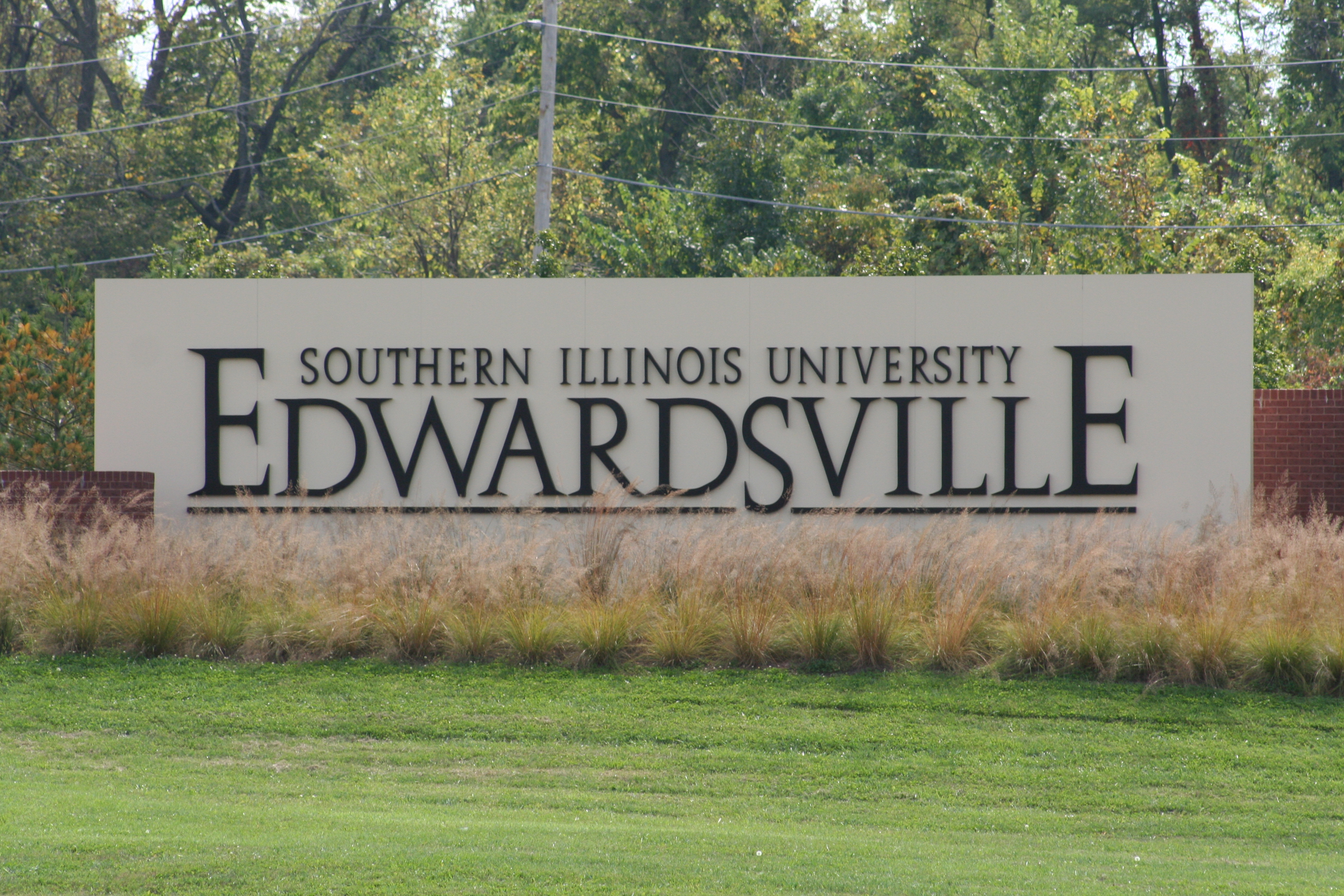
علامت ای‌آی‌یوایی در وردوی به پردیس اصلی دانشگاه.

دانشگاه ایلینوی جنوبی ادواردزویل در سایتی به وسعت ۲۶۶۰ جریب واقع شده‌است که این دانشگاه را به عنوان یکی از بزرگترین دانشگاه‌های ایالات متحده از نظر وسعت مطرح می‌کند. این پردیس محل بسیاری از گروه‌ها و موسسات دانشگاه از جمله کلاس‌ها، آزمایشگاه‌ها، مراکز تحقیقاتی، خوابگاه‌ها، ورزشگاه‌ها و سالن‌های ورزشی می‌باشد.